# Loch Maberry
Loch Maberry, auch Loch Mayberry, ist ein schottischer Süßwassersee. Er liegt in den Council Areas Dumfries and Galloway und South Ayrshire etwa acht Kilometer südöstlich von Barrhill und 15 Kilometer nordwestlich von Newton Stewart in den Southern Uplands.

## Beschreibung
Der Loch Maberry liegt im Galloway Forest im Norden Dumfries and Galloways. Der Nordteil des Sees ab der Einmündung des Grenzbachs Pulganny Burn gehört bereits zur benachbarten Council Area South Ayrshire. Historisch handelte es sich um die Grenze zwischen Wigtownshire und Ayrshire. Seine Ufer sind unbesiedelt, der See jedoch durch die entlang des Nordostufers verlaufende B7027 erschlossen. Loch Maberry weist bei einer Länge von 1,9 Kilometern eine maximale Breite von 600 Meter auf. Hauptzufluss ist der am Nordwestufer einmündende Pulganny Burn.
Der auf einer Höhe von 117 Metern gelegene See nimmt eine Fläche von 68 Hektar ein, woraus sich bei einer mittleren Tiefe von 2,2 Metern ein Volumen von rund 1,49 Mio. Kubikmetern und ein Umfang von fünf Kilometern ergeben. Seine maximale Tiefe beträgt 4,3 Meter. Der Loch Maberry speist sich aus einem 17,78 Quadratkilometer bedeckenden Einzugsgebiet, das vornehmlich Wald- (65 %) und Grasflächen (24 %) umfasst, während Grundwasser rund 5 % des Zuflusses ausmacht. Es erstreckt sich im Wesentlichen westlich des Sees. Vom Südufer des Loch Maberry fließt der Bladnoch ab, der bei Wigtown in die Wigtown Bay am Solway Firth mündet. Der nur 250 Meter nordöstlich des Loch Maberrys gelegene Loch Dornal entwässert hingegen über den Cree in die Wigtown Bay.
Im See befinden sich acht kleine Inseln, die meist bewaldet sind. Eine als Crannóg ausgewiesene Insel trägt die Ruinen des Loch Maberry Castles, die als Scheduled Monument denkmalgeschützt sind. Der Forellenbestand des Sees ermöglicht Freizeitangeln.